# Philodromus denisi
Philodromus denisi är en spindelart som beskrevs av Levy 1977. Philodromus denisi ingår i släktet Philodromus och familjen snabblöparspindlar.
Artens utbredningsområde är Libya. Inga underarter finns listade i Catalogue of Life.